# Louise Sorel
Louise Sorel (Los Angeles, 6 agosto 1940) è un'attrice statunitense.
È famosa soprattutto per aver interpretato Vivian Alamain nella soap opera Il tempo della nostra vita.

## Biografia
Louise Sorel nasce a Los Angeles in California il 6 agosto 1940. Sorel è di origini ebrea ed è la figlia di Albert J. Cohen e Jeanne Sorel. Ha una sorella Mishka Michon. 

### Carriera
Dal 1984 al 1991 interpreta Augusta Lockridge nella soap opera Santa Barbara. Dal 1986 al 1987 interpreta Judith Sanders nella soap opera Una vita da vivere. La svolta nella sua carriera arriva però nel 1992 quando entra nel cast della soap opera Il tempo della nostra vita nel ruolo di Vivian Alamain, restando nel ruolo fino al 2000, tornando poi dal 2009 al 2011, dal 2017 al 2018, nel 2020, nel 2023, nel 2024 e nel 2025. Nel corso della sua carriera appare in diverse serie televisive come La parola alla difesa, Il virginiano, Bonanza, Mannix, Star Trek, Mistero in galleria, Banacek, Hawaii squadra cinque zero, Kojak, L'incredibile Hulk, Magnum, P.I., Trapper John, California, Cuore e batticuore, Labirinti e mostri, Matt Houston, Law & Order - I due volti della giustizia e Sabrina, vita da strega.

### Vita privata
Nel 1964 sposa Herb Edelman, dal quale divorzia nel 1970. Nel 1973 sposa Ken Howard, dal quale divorzia nel 1975.

## Filmografia

### Televisione
- La parola alla difesa (The Defenders) – serie TV (1963)
- Il virginiano (The Virginian) – serie TV (1965)
- Bonanza – serie TV (1965)
- Mannix – serie TV (1968)
- Star Trek – serie TV, episodio 3x19 (1969)
- Mistero in galleria (Night Gallery) – serie TV (1971)
- Banacek – serie TV (1972)
- Hawaii squadra cinque zero (Hawaii Five-0) – serie TV (1973)
- Kojak – serie TV, episodi 1x17-4x19-4x20 (1974-1977)
- L'incredibile Hulk (The Incredible Hulk) – serie TV (1979)
- Magnum, P.I. – serie TV (1982)
- Trapper John (Trapper John, M.D.) – serie TV (1982)
- California (Knots Landing) – serie TV (1982)
- Cuore e batticuore (Hart to Hart) – serie TV (1982)
- Labirinti e mostri (Mazes and Monsters) – film TV (1982)
- Matt Houston – serie TV (1984)
- Santa Barbara – soap opera (1984-1991)
- Una vita da vivere (One Life to Live) – soap opera (1986-1987)
- Il tempo della nostra vita (Days of Our Lives) – soap opera (1992-2000, 2009-11, 2017-18, 2020, 2023, 2024, 2025)
- Law & Order - I due volti della giustizia (Law & Order) – serie TV (1996)
- Sabrina, vita da strega (Sabrina, the Teenage Witch) – serie TV (1998)
- Passions – soap opera (2004)